# Соммер, Питер
Питер Соммер Кристенсен (англ. Peter Sommer Kristensen; родился 28 августа 1974 года в Сканнерборге) — датский певец и автор песен, его лирика часто характеризуется игрой слов. Помимо сольной карьеры он состоял в группе Superjeg, а в настоящее время в группе De Eneste To с Симоном Кваммом.

## Карьера в 2000-х
В начале 2000 года Карстен Валентин Лассен и Питер Соммер сформировали поп-рок группу Superjeg. Соммер был вокалистом и играл на гитаре, а Лассер играл на клавишных, группа выпустила два альбома: «Alt er ego in» в 2002, «Øst Vest» и 2003, в Auditorium.

## Сольная карьера
В 2004 году Питер Соммер выпустил свой дебютный сольный альбом под названием «På den anden side», который возглавил Топ 5 Albums Chart в Дании. Его сингл «Valby Bakke» был показан на радиостанции P3. В 2006 году вышел его следующие альбом Destruktive vokaler, альбом принёс ему награду от Statens Kunstfond (Датский Фонд Искусств), а в 2007 году альбом завоевал титул «Датский поп альбом года». В 2008 он выпустил свой третий альбом Til rotterne, til kragerne, til hundene, в него вошёл первый сингл «Rødt kort», и в 2009 получил звание «Denmark rok album year» и «Denmark Songwriter year».

## С группой De Eneste To
Группа была образована в 2010 году Питером Соммером и Симоном Кваммом, в том же году они выпустили одноимённый альбом De eneste to, который попал в Tracklisten, на датском Album Chart. На следующих концертах они объявили что, возьмут перерыв в 3-4 года, после вернутся с новыми песнями и альбомом. Сдерживая обещание они в 2014 году выпускают альбом Dobbeltliv, он достиг 3 места в датском Album Chart.

## Личная жизнь
Соммер был женат на Лизе Вестзунтхис, у них родился сын Иван Мед. В данный момент супруги разведены.

## Дискография

### Альбомы
Сольные альбомы
| Год  | Альбом                                  | Позиция в чарте | сертификация |
| Год  | Альбом                                  | DK              | сертификация |
| ---- | --------------------------------------- | --------------- | ------------ |
| 2004 | På den anden side                       | 5               |              |
| 2006 | Destruktive vokaler                     | 4               |              |
| 2008 | Til rotterne, til kragerne, til hundene | 6               |              |
| 2013 | Alt forladt                             | 2               |              |

С группой Superjeg
| Год  | Альбом     | Высшая позиция | сертификация |
| Год  | Альбом     | DK             | сертификация |
| ---- | ---------- | -------------- | ------------ |
| 2002 | Alt er ego | -              |              |
| 2003 | Øst/Vest   | -              |              |

С группой De Eneste To
| Год  | Альбом                        | Высшая позиция | сертификация |
| Год  | Альбом                        | DK             | сертификация |
| ---- | ----------------------------- | -------------- | ------------ |
| 2010 | De eneste to                  | 1              | платиновый   |
| 2011 | Det lyder radikalt — Remix EP | 9              |              |
| 2014 | Dobbeltliv                    | 3              |              |
| 2015 | Friday I’m in Love            | -              |              |

### Синглы
| Год  | песня             | Высшая позиция | Альбом                                  |
| Год  | песня             | DK             | Альбом                                  |
| ---- | ----------------- | -------------- | --------------------------------------- |
| 2008 | «Rødt kort»       | 33             | Til rotterne, til kragerne, til hundene |
| 2013 | «Hvorfor Løb Vi?» | 40             | Alt forladt                             |

С De Eneste To
| Год  | песня                                 | Высшая позиция | сертификация    | Альбом                        |
| Год  | песня                                 | DK             | сертификация    | Альбом                        |
| ---- | ------------------------------------- | -------------- | --------------- | ----------------------------- |
| 2010 | «Morten»                              | 9              | Золотой         | De eneste to                  |
| 2010 | «Jeg har ikke lyst til at dø»         | -              | Золотой Золотой | De eneste to                  |
| 2011 | «Østjylland Dreaming»                 | -              |                 | De eneste to                  |
| 2011 | «Den Lige Vej» (Карстен Хеллер Remix) | 32             |                 | Det lyder radikalt — Remix EP |
| 2014 | «Sult»                                | 17             |                 | Dobbeltliv                    |
| 2014 | «Skrig det til træerne»               | 25             |                 | Dobbeltliv                    |